# Unione Sportiva Alessandria Calcio 1994-1995
Questa pagina raccoglie le informazioni riguardanti l'Unione Sportiva Alessandria Calcio nelle competizioni ufficiali della stagione 1994-1995.

## Stagione
Nella stagione 1994-1995 l'Unione Sportiva Alessandria Calciò disputò l'ottavo campionato di Serie C1 della sua storia.
Passata la crisi societaria con il ritorno di Gino Amisano alla presidenza e ottenuto il ripescaggio in C1 per il declassamento del Mantova, l'Alessandria trovò una non scontata salvezza in un campionato funestato da un evento in particolare, l'alluvione che colpì il Piemonte il 6 novembre 1994. Questa portò alla disastrosa esondazione del fiume Tanaro, le cui acque invasero la città di Alessandria; per la squadra di calcio la conseguenza fu un allontanamento dallo stadio Moccagatta che durò oltre due mesi. In campionato, dopo aver compensato una partenza poco felice (dopo sei giornate la squadra era ultima in classifica, a pari merito con lo Spezia), la squadra lottò costantemente per non venire inghiottita nella zona play-out, che l'anno prima le erano stati fatali: a dicembre l'allenatore Roselli era stato sostituito da Gianfranco Motta, ma l'andamento della squadra rimase ugualmente incostante. Senza strafare (solo otto le vittorie al termine), l'Alessandria riuscì comunque a evitare gli spareggi-retrocessione per due punti.
In Coppa Italia di C l'avventura fu breve; passato il primo turno ai danni dell'Aosta, fu il Novara (Serie C2), ormai consueto avversario dei grigi in coppa, a estromettere l'Alessandria dalla competizione.

## Divise e sponsor
Il fornitore ufficiale di materiale tecnico per la stagione 1994-95 fu Erreà, mentre lo sponsor di maglia fu Cassa di Risparmio di Alessandria.
| 1ª divisa | 2ª divisa |

## Organigramma societario
Area direttiva
- Presidente: Gino Amisano
- Consigliere: Roberto Cairo

Area organizzativa
- Segretario: Roberto Quirico
- Addetto stampa: Alberto Braggio

Area tecnica
- Direttore sportivo: Renzo Melani
- Allenatore: Giorgio Roselli, poi dal 12 dicembre Gianfranco Motta
- Allenatore in 2ª e «Berretti»: Antonio Colombo
- Preparatore atletico: Agostino Marras

Area sanitaria
- Medico sociale: Guido Ferraris
- Massaggiatore: Vincenzo Pescolla

## Rosa
| N. |                   | Ruolo | Calciatore               |
| -- | ----------------- | ----- | ------------------------ |
|    | Italia (bandiera) | P     | Alessandro D'Amico       |
|    | Italia (bandiera) | P     | Paolo Toccafondi         |
|    | Italia (bandiera) | D     | Fabio Bonadei            |
|    | Italia (bandiera) | D     | Pierangelo Carletti      |
|    | Italia (bandiera) | D     | Franco Farneti           |
|    | Italia (bandiera) | D     | Riccardo Fimognari       |
|    | Italia (bandiera) | D     | Gianfranco Germoni       |
|    | Italia (bandiera) | D     | Peter Levon              |
|    | Italia (bandiera) | D     | Emiliano Maddè           |
|    | Italia (bandiera) | D     | Romano Francesco Maurino |
|    | Italia (bandiera) | C     | Marcello Albino          |
|    | Italia (bandiera) | C     | Salvatore Avallone       |

| N. |                   | Ruolo | Calciatore          |
| -- | ----------------- | ----- | ------------------- |
|    | Italia (bandiera) | C     | Jonathan Bachini    |
|    | Italia (bandiera) | C     | Fabio Bello         |
|    | Italia (bandiera) | C     | Andrea Bianchi      |
|    | Italia (bandiera) | C     | David Fiorentini    |
|    | Italia (bandiera) | C     | Cristian Mauro      |
|    | Italia (bandiera) | C     | Paolo Perugi        |
|    | Italia (bandiera) | C     | Vito Salierno       |
|    | Italia (bandiera) | C     | Marco Sesia         |
|    | Italia (bandiera) | C     | Paolo Terzaroli     |
|    | Italia (bandiera) | C     | Andrea Zanuttig     |
|    | Italia (bandiera) | A     | Alessandro Damiani  |
|    | Italia (bandiera) | A     | Giancarlo Romairone |

## Risultati

### Serie C1

#### Girone d'andata
| Arbitro: | Genovese (Avellino) |

|               |           |                |
| Terzaroli 65’ | Marcatori | 89’ Turcheschi |

| Arbitro: | Cardella (Torre del Greco) |

|                             |           |              |
| Soda 12’ Zamuner 80’ (rig.) | Marcatori | 84’ Zanuttig |

| Arbitro: | Sputore (Vasto) |

|           |           |                  |
| Maddè 90’ | Marcatori | 47’, 78’ Mariani |

| Pistoia 18 settembre 1994 4ª giornata | Pistoiese           | 0 – 0 | Alessandria | Stadio Comunale\| Arbitro: \| Pascariello (Lecce) \| |
| Arbitro:                              | Pascariello (Lecce) |       |             |                                                      |

| Alessandria 25 settembre 1994 5ª giornata | Alessandria        | 0 – 0 | Leffe | Stadio Giuseppe Moccagatta\| Arbitro: \| Gregoroni (Napoli) \| |
| Arbitro:                                  | Gregoroni (Napoli) |       |       |                                                                |

| Arbitro: | Sciamanna (Ascoli Piceno) |

|                                                          |           |               |
| Brogi 9’ Brambilla 12’ Macchi 47’ Radice 70’ Cinetti 83’ | Marcatori | 17’ Romairone |

| Arbitro: | Gambino (Barletta) |

|                                  |           |             |
| Romairone 29’ Terzaroli 54’, 64’ | Marcatori | 25’ Gorlani |

| Arbitro: | Fausti (Milano) |

|                     |           |               |
| Zanuttig 30’ (aut.) | Marcatori | 90’ Terzaroli |

| Arbitro: | Ruggiero (Nocera Inferiore) |

|                                 |           |             |
| Brunetti 9’ Califano 74’ (rig.) | Marcatori | 54’ Damiani |

| Arbitro: | Bertini (Arezzo) |

|                                        |           |             |
| Romairone 56’ (rig.), 88’ Zanuttig 73’ | Marcatori | 69’ Monelli |

| Tortona 27 novembre 1994 11ª giornata | Alessandria       | 0 – 0 | Pro Sesto | Stadio Fausto Coppi\| Arbitro: \| Innocente (Udine) \| |
| Arbitro:                              | Innocente (Udine) |       |           |                                                        |

| Arbitro: | Baglioni (Prato) |

|              |           |                              |
| G. Costa 25’ | Marcatori | 72’ Bachini 75’, 88’ Damiani |

| Arbitro: | Stazzera (Trapani) |

|                                        |           |                           |
| Tricarico 23’ Dalla Costa 31’ Zian 52’ | Marcatori | 43’ Romairone 65’ Damiani |

| Arbitro: | Manganelli (Milano) |

|                           |           |                          |
| Terzaroli 76’ Damiani 90’ | Marcatori | 53’ Giorgetti 75’ Fabris |

| Arbitro: | Ingenito (Nocera Inferiore) |

|                             |           |               |
| Superbi 22’ Sora 75’ (rig.) | Marcatori | 76’ Romairone |

| Arbitro: | Apricena (Firenze) |

|               |           |              |
| Romairone 44’ | Marcatori | 76’ Clementi |

| Arbitro: | Nucini (Bergamo) |

|  |           |                             |
|  | Marcatori | 3’, 17’ Doni 90’ D. Morello |

#### Girone di ritorno
| Arbitro: | Alban (Bassano del Grappa) |

|               |           |  |
| G. Picasso 2’ | Marcatori |  |

| Arbitro: | Calabrese (Avezzano) |

|                              |           |               |
| Carletti 9’ Damiani 20’, 43’ | Marcatori | 7’ Bugiardini |

| Arbitro: | Ferrarini (Parma) |

|                 |           |             |
| Ghirardello 21’ | Marcatori | 54’ Damiani |

| Arbitro: | Cardella (Torre del Greco) |

|                      |           |  |
| Romairone 24’ (rig.) | Marcatori |  |

| Arbitro: | Buda (Pescara) |

|               |           |              |
| L. Gritti 89’ | Marcatori | 90’ Avallone |

| Alessandria 5 marzo 1995 23ª giornata | Alessandria        | 0 – 0 | Monza | Stadio Giuseppe Moccagatta\| Arbitro: \| Ayroldi (Molfetta) \| |
| Arbitro:                              | Ayroldi (Molfetta) |       |       |                                                                |

| Arbitro: | Pascariello (Lecce) |

|  |           |                          |
|  | Marcatori | 2’ (rig.), 70’ Romairone |

| Arbitro: | Malatesta (Terni) |

|            |           |                    |
| Damiani 1’ | Marcatori | 45’ (aut.) Farneti |

| Arbitro: | Bizzotto (Castelfranco Veneto) |

|             |           |  |
| Bonadei 76’ | Marcatori |  |

| Arbitro: | Pirrone (Messina) |

|                            |           |              |
| Bresciani 16’ Olivares 64’ | Marcatori | 73’ Carletti |

| Alessandria 9 aprile 1995 28ª giornata | Alessandria    | 0 – 0 | Spezia | Stadio Giuseppe Moccagatta\| Arbitro: \| Borelli (Roma) \| |
| Arbitro:                               | Borelli (Roma) |       |        |                                                            |

| Arbitro: | Gregoroni (Napoli) |

|             |           |              |
| Pistone 45’ | Marcatori | 30’ Carletti |

| Arbitro: | Gambino (Barletta) |

|                        |           |               |
| Lugnan 28’ Tedoldi 48’ | Marcatori | 53’ Romairone |

| Arbitro: | Corda (Cagliari) |

|                                          |           |            |
| Carletti 5’ Torchio 19’ (aut.) Mauro 90’ | Marcatori | 56’ Ettori |

| Arbitro: | Preschern (Venezia) |

|                |           |  |
| Insanguine 14’ | Marcatori |  |

| Alessandria 21 maggio 1995 33ª giornata | Alessandria          | 0 – 0 | Carrarese | Stadio Giuseppe Moccagatta\| Arbitro: \| Calabrese (Avezzano) \| |
| Arbitro:                                | Calabrese (Avezzano) |       |           |                                                                  |

| Arbitro: | Vendramin (Castelfranco Veneto) |

|                                     |           |                                          |
| Clementi 22’ Nitti 39’ Bottazzi 84’ | Marcatori | 49’, 60’ Romairone 90’ (aut.) Mazzaferro |

### Coppa Italia di Serie C

#### Primo turno
| Alessandria 21 agosto 1994 Andata | Alessandria      | 0 – 0 | Aosta | Stadio Giuseppe Moccagatta\| Arbitro: \| Bertini (Arezzo) \| |
| Arbitro:                          | Bertini (Arezzo) |       |       |                                                              |

| Aosta 31 agosto 1994 Ritorno                                                            | Aosta     | 2 – 3                         | Alessandria | Stadio Mario Puchoz |
| \| \| \| \| \| Lenta 23’ Chiappara 90’ \| Marcatori \| 30’, 55’ Zanuttig 75’ Damiani \| |           |                               |             |                     |
|                                                                                         |           |                               |             |                     |
| Lenta 23’ Chiappara 90’                                                                 | Marcatori | 30’, 55’ Zanuttig 75’ Damiani |             |                     |

#### Trentaduesimi di finale
| Arbitro: | Nucini (Bergamo) |

|                                               |           |  |
| Borgobello 14’ (rig.) Malaguti 53’ Molino 71’ | Marcatori |  |

| Arbitro: | Bucceri (Piacenza) |

|               |           |             |
| Romairone 90’ | Marcatori | 64’ Guatteo |

## Statistiche

### Statistiche di squadra
| Competizione         | Punti | In casa | In casa | In casa | In casa | In casa | In casa | In trasferta | In trasferta | In trasferta | In trasferta | In trasferta | In trasferta | Totale | Totale | Totale | Totale | Totale | Totale | DR |
| Competizione         | Punti | G       | V       | N       | P       | Gf      | Gs      | G            | V            | N            | P            | Gf           | Gs           | G      | V      | N      | P      | Gf     | Gs     | DR |
| -------------------- | ----- | ------- | ------- | ------- | ------- | ------- | ------- | ------------ | ------------ | ------------ | ------------ | ------------ | ------------ | ------ | ------ | ------ | ------ | ------ | ------ | -- |
| Serie C1             | 39    | 17      | 6       | 9       | 2       | 20      | 14      | 17           | 2            | 6            | 9            | 20           | 26           | 34     | 8      | 15     | 11     | 40     | 42     | -2 |
| Coppa Italia Serie C |       | 2       | 0       | 2       | 0       | 1       | 1       | 2            | 1            | 0            | 1            | 3            | 5            | 4      | 1      | 2      | 1      | 4      | 6      | -2 |
| Totale               |       | 19      | 6       | 11      | 2       | 21      | 15      | 19           | 3            | 6            | 10           | 23           | 31           | 38     | 9      | 17     | 12     | 44     | 48     | -4 |

### Statistiche dei giocatori[3]
| Giocatore     | Serie C1 | Serie C1 | Coppa Italia Serie C | Coppa Italia Serie C | Totale   | Totale |
| Giocatore     | Presenze | Reti     | Presenze             | Reti                 | Presenze | Reti   |
| ------------- | -------- | -------- | -------------------- | -------------------- | -------- | ------ |
| M. Albino     | 23       | 0        | -                    | -                    | 23       | 0      |
| S. Avallone   | 32       | 1        | 4                    | 0                    | 36       | 1      |
| J. Bachini    | 12       | 1        | -                    | -                    | 12       | 1      |
| F. Bello      | 4        | 0        | 4                    | 0                    | 8        | 0      |
| A. Bianchi    | 21       | 0        | -                    | -                    | 21       | 0      |
| F. Bonadei    | 25       | 1        | 1                    | 0                    | 26       | 1      |
| P. Carletti   | 27       | 3        | 2                    | 0                    | 29       | 3      |
| A. Damiani    | 31       | 9        | 2                    | 1                    | 33       | 10     |
| A. D'Amico    | 4        | -5       | 1                    | -3                   | 5        | -8     |
| Del Bianco    | 1        | 0        | -                    | -                    | 1        | 0      |
| F. Farneti    | 25       | 0        | 3                    | 0                    | 28       | 0      |
| R. Fimognari  | 16       | 0        | 3                    | 0                    | 19       | 0      |
| D. Fiorentini | 8        | 0        | 1                    | 0                    | 9        | 0      |
| G. Germoni    | 6        | 0        | -                    | -                    | 6        | 0      |
| P. Livon      | 5        | 0        | 2                    | 0                    | 7        | 0      |
| E. Maddè      | 22       | 1        | 1                    | 0                    | 23       | 1      |
| R.F. Maurino  | 21       | 0        | 2                    | 0                    | 23       | 0      |
| C. Mauro      | 11       | 1        | 2                    | 0                    | 13       | 1      |
| P. Perugi     | 20       | 0        | 1                    | 0                    | 21       | 0      |
| G. Romairone  | 29       | 13       | 1                    | 1                    | 30       | 14     |
| V. Salierno   | 3        | 0        | 2                    | 0                    | 5        | 0      |
| M. Sesia      | 7        | 0        | 3                    | 0                    | 10       | 0      |
| P. Terzaroli  | 21       | 5        | 4                    | 0                    | 25       | 5      |
| P. Toccafondi | 30       | -37      | 3                    | -3                   | 33       | -40    |
| A. Zanuttig   | 32       | 2        | 4                    | 2                    | 36       | 4      |